# 1019 Strackea
Az 1019 Strackea (ideiglenes jelöléssel 1924 QN) egy kisbolygó a Naprendszerben. Karl Wilhelm Reinmuth fedezte fel 1924. március 3-án, Heidelbergben.